# 시리어스 샘 2
시리어스 샘 2(Serious Sam 2)는 마이크로소프트 윈도우, 엑스박스용으로 출시된 1인칭 슈팅 비디오 게임이며 2001년 비디오 게임 시리어스 잼의 후속작이다. 크로팀에 의해 개발되었으며 2005년 10월 11일 출시되었다. 이 게임은 처음에 테이크투 인터랙티브의 자회사 2K 게임스에 의해 배급되었다. 이 게임은 나중에 2012년 1월 31일 스팀을 통해 출시되었다. 이 게임이 원래 마이크로소프트 윈도우와 엑스박스 전용으로 출시되었으나 비공식 리눅스 버전의 게임이 개발되어 리눅스 게이머들을 위한 리눅스 인스톨러에 의해 관리되고 있다.

## 평가
| 평론 점수 평론사 점수 PC 엑스박스 1UP.com 90% [ 4 ] 게임프로 80% [ 5 ] 게임스파이 70% [ 6 ] IGN 82% [ 7 ] 82% [ 7 ] PC 게이머 (US) 75% [ 8 ] 통합 점수 게임랭킹스 75% [ 8 ] 74% [ 9 ] 메타크리틱 74/100 [ 10 ] 72/100 [ 11 ] |        |          |
| 평론 점수 |        |          |
| 평론사 | 점수   | 점수     |
| 평론사 | PC     | 엑스박스 |
| 1UP.com | 90%    |          |
| 게임프로 |        | 80%      |
| 게임스파이 | 70%    |          |
| IGN | 82%    | 82%      |
| PC 게이머 (US) | 75%    |          |
| 통합 점수 |        |          |
| 게임랭킹스 | 75%    | 74%      |
| 메타크리틱 | 74/100 | 72/100   |